# Carrè
Carrè (deutsch veraltet: Karreit) ist eine nordostitalienische Gemeinde (comune) mit 3466 Einwohnern (Stand 31. Dezember 2023) in der Provinz Vicenza in Venetien. Die Gemeinde liegt etwa 23 Kilometer nordnordwestlich von Vicenza.

## Gemeindepartnerschaft
Carrè unterhält seit 2004 eine Partnerschaft mit der französischen Gemeinde Compans im Département Seine-et-Marne.

## Verkehr
Carrè liegt am nördlichen Ende der Autostrada A31, der Umfahrung Vicenzas.